# 埃尔林·耶夫内
埃尔林·耶夫内（挪威語：Erling Jevne，1966年3月24日—），挪威男子越野滑雪运动员。他曾代表挪威参加1992年、1994年和1998年冬季奥林匹克运动会越野滑雪比赛，获得一枚金牌和一枚银牌。